# Spasticitet
Spasticitet (grč. σπαστιϰός: grčevit) je poseban oblik povišena mišićnoga tonusa, koji nastaje nakon oštećenja delova piramidalnog sistema (voljnog dela motoričkoga sistema) u mozgu ili kičmenoj moždini. Usled dezinhibicije refleksa na istezanje kod pacijenata sa spasticitetom mnogo lakše dolazi do kontrakcije antagonističkog mišića, što ometa inicijaciju i izvođenje agonističkog pokreta.
Spasticitet je bolni i onesposobljavajući motorni poremećaj koji u velikoj meri doprinosi invaliditetu bolesnika. Prisustvo spasticiteta blažeg stepena delimično kompenzuje motorni deficit. Međutim, izraženi nekontrolisani spasticitet ugrožava bolesnika, jer otežava ili onemogućava obavljanje svakodnevnih životnih aktivnosti, smanjuje obim pokreta, otežava hod i sedenje, izaziva bol i depresivnost, remeti san, dovodi do nastanka kontraktura, luksacija i dekubitusnih rana
Uspešno lečenje spasticiteta je imperativ simptomatske terapije jer unapređuje fizičku, psihičku i socijalnu rehabilitaciju bolesnika, uz uštedu troškova lečenja posledica do kojih nekontrolisani spasticitet dovodi.

## Istorija
Kroz istoriju istraživanje spastičnosti i lezija gornjih motornih neurona na kojima se ona zasniva značajno je napredovalo poslednjih decenija. Međutim, termin „spastičnost“ se i dalje često koristi naizmenično sa „sindromom gornjeg motornog neurona“ u kliničkim uslovima, i nije neobično videti pacijente označene kao ona sa znacima „spastičnosti“ koji zapravo pokazuju ne samo spastičnost, već i niz nalaza gornjih motornih neurona.
Istraživanja su jasno pokazala da je vežba korisna za aktivaciju spastičnih mišićaiako se u ranim danima istraživanja pretpostavljalo da će vežbanje snage povećati spastičnost. Takođe, od 1950-ih do najmanje 1980-ih, postojao je snažan fokus na druge intervencije za spastične mišiće, posebno na istezanje i udvajanje, iako dokazi nisu podržavaju ove postupke kao efikasnim. Iako se udlaga ne smatra efikasnim za smanjenje spastičnosti, niz različitih ortotika se efikasno koristi za prevenciju mišićnih kontraktura kod pacijenata sa spastičnošću. U slučaju spastične diplegije postoji i trajni neurohirurški tretman spastičnosti, selektivna dorzalna rizotomija, koja direktno pogađa nerve u kičmi koji uzrokuju spastičnost i uništava ih, tako da spastičnost uopšte ne može da se aktivira. 

## Opšta razmatranja
Spasticitet je jedan od najčešćih poremećaja kod pacijenata sa lezijom CNS-a. Procenjuje se da se javlja kod 40-85% pacijenata sa MS kao posledica demijelinizacije kortikospinalnog, vestibulospinalnog i retikulospinalnog puta.
Spasticitet se definiše kao povišen otpor na pasivno tonično istezanje mišića zavisno od brzine pokreta. Smatra se da je u osnovi ovog patološkog stanja pojačana aktivacija refleksa na istezanje usled poremećaja ili gubitka suprasegmentne kontrole nad segmentnim refleksima kičmene moždine. Usled dezinhibicije refleksa na istezanje kod pacijenata sa spasticitetom mnogo lakše dolazi do kontrakcije antagonističkog mišića, što ometa inicijaciju i izvođenje agonističkog pokreta.
Zbog potpunog ili delimičnog izostanka uticaja piramidalnog sistema na voljnu motoriku, nastaju mišićni ispadi, koji se karakterišu se pojačanom aktivacijom refleksa na istezanje do čega dolazi usled oštećenja gornjeg motoneurona u kortikospinalnim putevima.
U akutnom stadiju prvo nastaje opuštenost pacijenta, a obično se tek postupno javljaju znaci spastičnosti: povišen mišićni tonus, povišeni vlastiti refleksi (sve do pojave klonusa) i nastanak patoloških refleksa (npr. refleksa Babinskoga). U napadnutim mišićima javlja za spastičnost tipičan „znak džepnoga nožića”, ikoji se pri pasivnom istezanju mišića u njemu postupno pojačava otpor istezanju, a na kraju brzo popušta (slično opruzi pri otvaranju i zatvaranju džepnoga nožića). 
Sve navedene pojave su deo filogenetski i ontogenetski „arhajskih” refleksnih obrazaca, npr. biološki zaštitnoga refleksa, koji normalno postoji u novorođenčeta, ali biva potisnut sazrevanjem piramidalnog sistema.

## Patofiziologija
Organizacionu jedinicu motornog efektornog sistema čine α i γ motoneuron, pripadajući mišić, zajedno sa Ia inhibitornim interneuronima koji deluju na α motoneuron mišića antagoniste. Mehanizmi spastične hipertonije se razlikuju prema lokalizaciji lezije, a ono što je zajedničko jeste povećanje ekscitabilnosti α motoneurona. Aktivnost ćelija prednjih rogova je sumacija, sa jedne strane ekscitatornih postsinaptičkih potencijala iz grupe Ia i II mišićnih aferenata, Goldžijevog tetivnog organa i antagonističkih mišića, a sa druge strane presinaptčke inhibicije ekscitatornih senzornih aferenata koji ostvaruju vezu sa ćelijama prednjih rogova preko interneurona iz viših centara nervnog sistema. 
Promene u ćelijskim svojstvima neurona igraju važnu ulogu u razumevanju, generisanju ili supresiji specifičnih refleksa. Smatra se da ključne promene vezane za spasticitet se dešavaju na spinalnom nivou. Kada dođe do lezije korteksa dolazi do gubitka descedentnih impulsa sa, tokom vremena izraženim, gubitkom descedentnih vlakana i posledičnim formiranjem novih sinaptičkih veza. 
Takođe, dolazi do adaptivnog kolateralnog grananja sinaptičkih nastavaka na završecima spinalnih interneurona i povezivanja sa membranama motornih neurona. Morfološka reorganizacija koja tom prilikom nastaje dovodi do promena u njihovom funkcionisanju. Smanjuje se presinaptička inhibicija Ia i Ib aferentnih vlakana iz Goldžijevih tetivnih organa, a dolazi do denervacione hipersenzitivnosti aferentnih vlakana tipa II poreklom iz mišićnog vretena. 
Pored navedenih morfoloških promena uočeno je i sinaptičko pupljenje obližnjih intaktnih descedentnih vlakana kao i preostalih intaktnih vlakana kortikospinalnog puta. Ipak, zbog ograničene selektivnosti i izražene difuznosti descedentnih puteva poreklom iz nižih centara u moždanom stablu kao i uključenosti neoštećenih vlakana kortikospinalnog puta u njihovu reorganizaciju dolazi do povezivanja sa neodgovarajućim grupama spinalnih motoneurona.
Pomenuti plasticitet centralnih motornih puteva je postao osnov za razvoj savremenih terapijskih strategija. Blok provođenja motornih komandi izazvan procesom demijelinizacije manifestuje se slabošću inervisanih mišića ili mišićnih grupa sa posledičnim merama adaptacije u CNS-u i merama adaptacije u perifernim mekim tkivima koji učestvuju u izvodjenju pokreta zahvaćenog dela tela (zglobovi, koža, krvni sudovi).
Centralne i periferne adaptacije značajno utiču na odabir terapije pri ostvarivanju individualnog rehabilitacionog cilja. Spastičnu hipertoniju karakteriše povišen mišićni tonus klinički praćen ukočenošću, nelagodnošću, bolom i ograničenom pokretljivošću usled nemogućnosti zahvaćenog mišića da se opusti kada nije uključen u voljnu aktivnost. Intenzitet spasticiteta varira i najčešće zavisi od posturalnosti tela, najviše je izražen na antigravitacionim mišićima, pa samim tim značajno otežava obavljanje transfera, povećava stepen zamora i otežava hod. Vremenom se povećava stepen slabosti mišića zahvaćenog dela tela, dolazi do progresije u stepenu fizičke inaktivnosti i moguće pojave kontraktura čime se značajno narušava kvalitet života ovih bolesnika.

## Klinička slika
Spasticitet uzrokuje krutost i čvrstoću mišića, što ometa slobodu kretanja. Spastičnost takođe može uzrokovati grčeve u mišićima (neujednačene nehotične kretnje) ili klon (ponavljajući nehotični pokret). Krutost i grčevi su često jaki i ponekad bolni i ometaju mogućnost svakodnevnih aktivnosti. Spasticitet takođe može poremetiti spavanje i povećati dnevni zamor. Kada je spastičnost ozbiljna, mogu se razviti kontrakture (fiksna ograničenja slobode kretanja).
Spasticitet spinalnog porekla
Kod bolesnika sa multiplom sklerozom prisutan je spasticitet spinalnog porekla. Uzrokovan je demijelinizacijom nishodnih puteva i segmentnih inhibitornih neurona u kičmenoj moždini. Gubitak supraspinalne presinaptičke inhibicije miotaktičkih refleksa dovodi do patološkog pojačanja refleksa istezanja, što se klinički manifestuje pojavom bolnih fleksionih spazama i rigiditeta skeletne muskulature, uz poremećaj normalne kontrole pokreta. Za razliku od cerebralnog, spasticitet spinalnog porekla je najizraženiji u fleksorima ruku i ekstenzorima nogu. Može biti indukovan različitim fiziološkim, psihogenim, ali i meteoropatskim uticajima.

## Značaj i komplikacije
Spasticitet ima implikacije na rehabilitacionu terapiju koja bi trebalo da bude usmerena tako da iskoristi plasticitet CNS-a i pokuša da pojačanom aktivacijom motornih kortikalnih struktura dovede do restitucije descedentne kortikospinalne kontrole.
Jedna od najčešćih komplikacija fizičke inaktivnosti i kontraktura je stvaranje dekubitalnih rana. S druge strane, postoje i neki uslovno pozitivni aspekti spastičnog sindroma kod bolesnika za izraženom slabošću jer može doprineti vertikalizaciji, povećanju arterijsko venske razmene, manjoj incidenci osteoporoze u paretičnim ekstremitetima. Kao posledica demijelizacionih promena u cerebelumu i njegovim putevima, dodatno se komplikuje motorna disfunkcija postojanjem ataksije pokreta i hoda, dekompozicije pokreta, intencionim tremorom i skandiranim govorom.  Ataksija hoda prisutna je kod oko 85% obolelih, a kod 1/3 obolelih utiče na funkcionalnu aktivnost.

## Metode u lečenju spasticiteta
Lečenje spasticiteta predstavlja važan deo simptomatske terapije kojom se u značajnoj meri unapređuje kvalitet života, olakšava sprovođenje fizikalne i radne terapije, higijenske i medicinske nege i prevenira nastanak kontraktura i dekubitusnih rana. Kod spasticiteta izraženog stepena primena oralnih spazmolitika je neefikasna zbog pojave dozno-zavisnih neželjenih efekata. Terapija spasticiteta je višefazni proces koji zahteva multidisciplinarni pristup, koji se sastoji od:
- Konzervativnog lečenja koje podrazumeva eliminaciju nociceptornih stimulusa,
- Fizikalnoterapijskih procedura, primena ortotskih pomagala i oralnih spazmolitika.[2][4][25][5]

Kada konzervativne mere ostanu bez uspeha, pribegava se invazivnim metodama lečenja: 
- intratekalno ubrizgavanje baklofena (u daljem tekstu ITB),
- botulinski toksin tipa A,
- neuromuskularne blokade,
- ortopedska korektivna hirurgija,
- neuroablativne procedure.

Izuzev ITB, terapijska primenljivost ostalih invazivnih procedura je vrlo ograničena.
Intratekalno ubrizgavanje baklofena
Hronično, kontinuirano, intratekalno ubrizgavanje baklofena (ITB). Baklofen je strukturni analog GABA (γ-amino-buterna kiselina) i neselektivni agonist GABA receptora 5 . Spazmolitičko dejstvo ostvaruje se posredstvom GABAB receptora, mehanizmom presinaptičke inhibicije ekscitatorne proprioceptivne neurotransmisije u kičmenoj moždini.
Ubrizgavanje se vrši uz pomoć potkožno implantirane programabilne pumpe, što predstavlja minimalno invazivni način lečenja kojim se uspešno eliminiše spasticitet najvećeg intenziteta. Pri tome je terapijska doza baklofena prosečno 100 puta niža od oralne uz minimalni razvoj tolerancije i neželjenih efekata.Perkutano, neinvazivno, telemetrijsko podešavanje režima rada implantirane baklofenske pumpe dodatno upotpunjuje efikasnost lečenja, pružajući mogućnost preciznog individualnog doziranja baklofena u odnosu na stepen spasticiteta i njegove cirkadijalne varijacije. 
Limitirajući faktori oralne primene baklofena su loša liposolubilnost sa posledično niskom koncentracijom u likvoru, kao i pojava centralnih depresornih efekata, posredovanih GABAA receptorom, pri supterapijskim spazmolitičkim dozama. ITB omogućava direktno dejstvo baklofena na presinaptičke GABAB receptore čime se postiže efikasno lečenje spasticiteta 100 puta nižim dozama od oralnih.
Kontinuirano ubrizgavanje u određeni segment spinalne cisterne dodatno upotpunjuje efikasnost ITB, jer se lokalna koncentracija baklofena na mestu delovanja održava konstantnom. Preciznim doziranjem, rizik nastanka neželjenih efekata i razvoja tolerancije sveden je na minimum.
Transkranijalna magnetna stimulacija
U tom kontekstu, razvile su se tehnike koje mogu da utiču na plasticitet mozga poput neinvazivne moždane stimulacije mogu biti od velikog značaja za rehabilitaciju spasticiteta. Sa klinički značajnim učinkom istakle su se: 
- Repetitivna transkranijalna magnetna stimulacija (engl.repetitive transcranial magnetic stimulation, rTMS)
- Trankranijalna stimulacija galvanskom strujom i transkranijalna stimulacija jednosmernom strujom (engl.transcranial direct current stimulation, tDCS).[28]

Transkranijalna magnetna stimulacija (u daljem tekstu TMS) je neinvazivna neurostimulaciona i neuromodulatorna tehnika, bazirana na principu elektromagnetne indukcije električnog polja u mozgu. Kratkotrajno snažno magnetno polje emitovano iznad poglavine u stanju je da prođe kroz strukture poglavine i dovede do stvaranja kratkotrajnog električnog polja u površinskim slojevima kore velikog mozga. Ovo lokalno električno polje može biti dovoljnog intenziteta i gustine da depolarizuje neurone. 
Kada se TMS pulsevi repetitivno primene, oni mogu da moduliraju kortikalnu ekscitabilnost, snižavajući ili povećavajući je, zavisno od parametara stimulacije, čak duže od trajanja same stimulacije. Ova modulacija kortikalne ekscitabilnosti prenosi se distalno na ekscitabilnost spinalnih neurona i refleksnih lukova, što ima bihejvioralne konsekvence i terapijski potencijal. Pozitivan terapijski efekat modulatornih TMS metoda na spasticitet je do sada pokazan u svega nekoliko studija na pacijentima sa multiplom sklerozom koji su svi bili u fazi remisije.

## Spoljašnje veze
|  | Molimo Vas, obratite pažnju na važno upozorenje u vezi sa temama iz oblasti medicine (zdravlja). |